# Tomasz Świątkiewicz
Tomasz Świątkiewicz (ur. 8 listopada 1974 w Laskowie) – polski żużlowiec.

## Życiorys
Licencję żużlową zdobył w 1991 r. W latach 1991–1996 (z wyjątkiem 1995 r., w którym nie startował z powodu kontuzji) reprezentował klub Apator Toruń, w barwach którego zdobył cztery brązowe medale Drużynowych Mistrzostw Polski (1991, 1992, 1993, 1994). Był również dwukrotnym zdobywcą Drużynowego Pucharu Polski (1993, 1996), trzykrotnym medalistą Młodzieżowych Drużynowych Mistrzostw Polski (złotym – 1992, srebrnym – 1993 i brązowym – 1994) oraz Młodzieżowym Mistrzem Polski Par Klubowych (1993).
Największy sukces w karierze osiągnął w 1993 r. w Bydgoszczy, gdzie zdobył tytuł Indywidualnego Wicemistrza Polski. W tym samym roku w rozegranym w Toruniu finale Młodzieżowych Indywidualnych Mistrzostw Polski zajął III miejsce. W 1994 r. zajął w Gorzowie Wielkopolskim III m. w turnieju o "Srebrny Kask".
Momentem zwrotnym w karierze żużlowca był rok 1995, kiedy podczas przedsezonowego sparingu w Częstochowie doznał poważnej kontuzji. Upadek w jednym z wyścigów zakończył się  otwartym, wieloodłamowym złamaniem kości udowej z przemieszczeniem oraz zwichnięciem lewego barku. W wyniku tego zdarzenia cały sezon 1995 stracił na leczeniu kontuzji. W noc sylwestrową w 1996 r. wybuchła mu w ręku petarda. 
Ostatecznie kariera została przerwana w wyniku konfliktu z ówczesnymi władzami klubu Apator Toruń, w opinii których nie rokował na skuteczną jazdę w kolejnych sezonach.